# Спрингхил (Флорида)
Спрингхил (енгл. Springhill) насељено је место без административног статуса у америчкој савезној држави Флорида.

## Демографија
По попису из 2010. године број становника је 160.
| Група             | 2000.    | 2010.       |
| Белци             | 0 (0,0%) | 145 (90,6%) |
| Афроамериканци    | 0 (0,0%) | 1 (0,6%)    |
| Азијати           | 0 (0,0%) | 0 (0,0%)    |
| Хиспаноамериканци | 0 (0,0%) | 3 (1,9%)    |
| Укупно            | 0        | 160         |